# 冲赛康市场

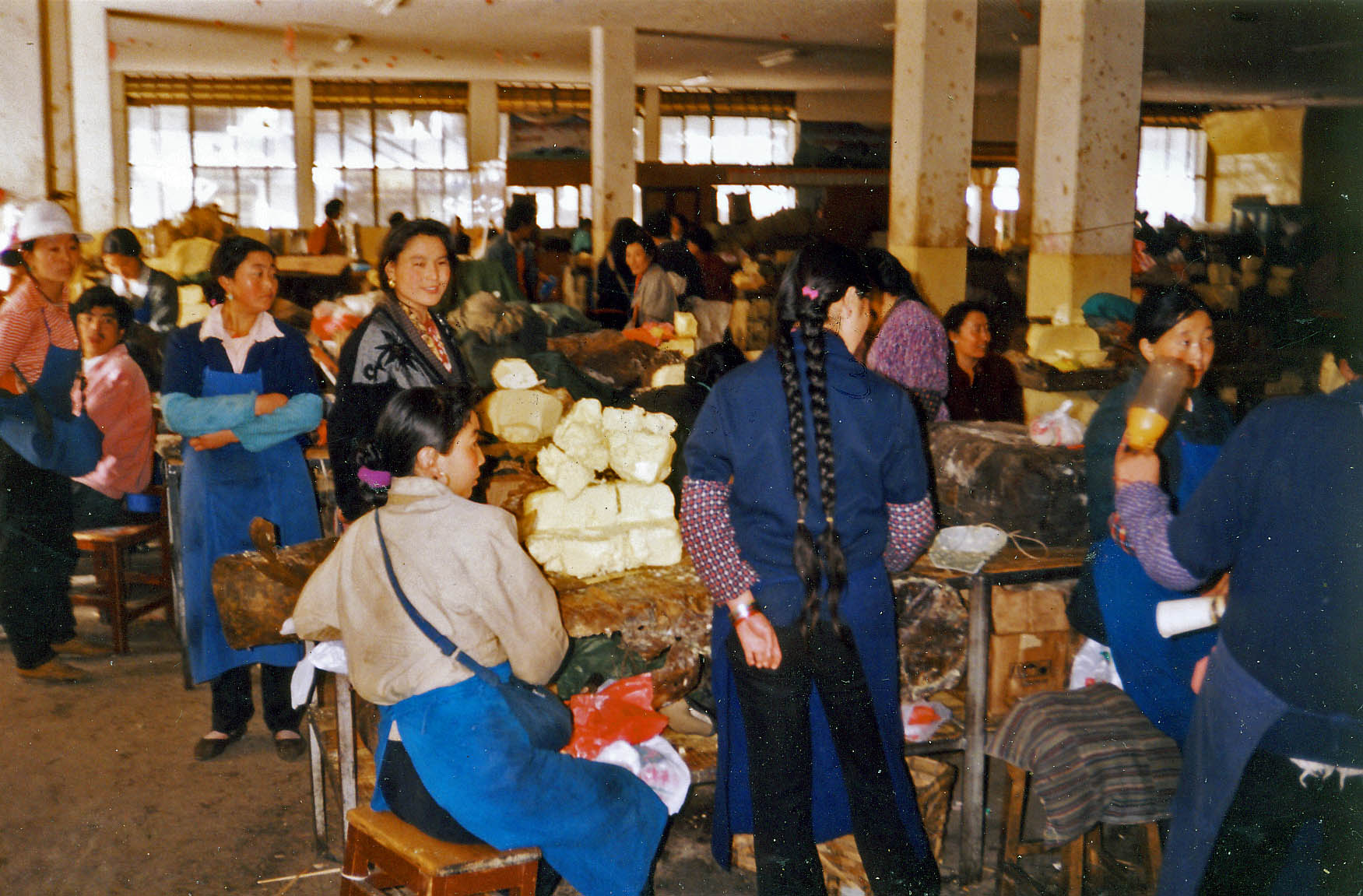
1993年，冲赛康综合市场的酥油交易

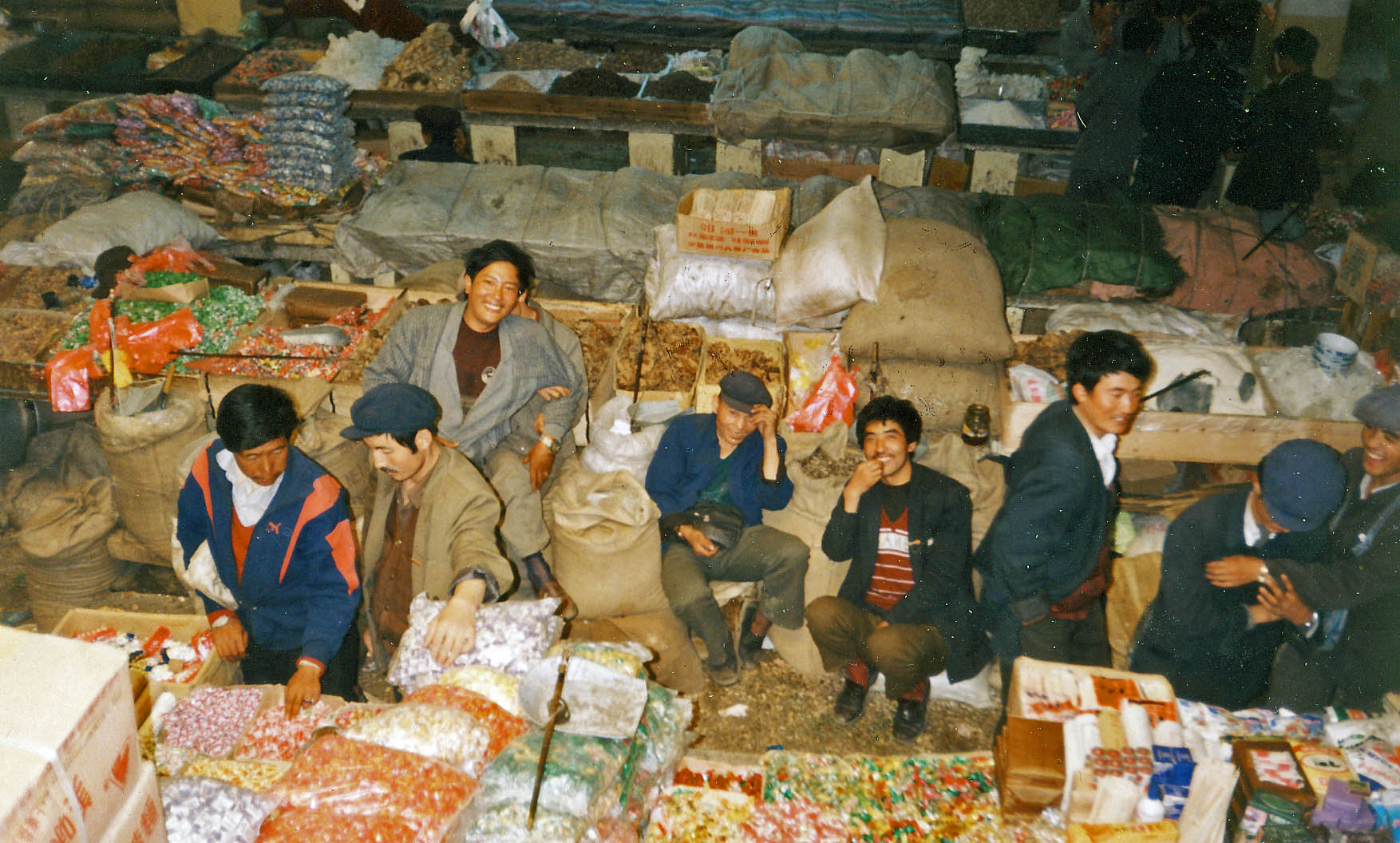
1993年，冲赛康综合市场的糖果交易

冲赛康市场，位于西藏自治区拉萨市城关区，是一座西藏日用商品交易市场。

## 历史
冲赛康市场所在地原来是一片平坝子，称作“冲赛康甸塘”，藏语“甸塘”意为平坝子。藏语“冲赛康”的含义，据宏发公司（冲赛康综合市场的管理方）的工作人员尼玛欧珠介绍，是指“市场、集市”。冲赛康综合市场东侧的一幢楼本来是名为“旺颠边巴”的贵族大院，贵族们偶尔会站在该大院二层的窗户前“检阅”在冲赛康甸塘经商的人群及秩序。冲赛康是该市场附近的一座古建筑，曾经作为清政府驻藏大臣衙门，现为“清政府驻藏大臣衙门旧址陈列馆”。
20世纪中后期，“冲赛康甸塘”有一些出售牛粪、牲畜、陶瓷的零散商户。“冲赛康甸塘”的南角、如今的诺日桑商场的位置，则是到21世纪初已存在将近300年的珊瑚蜜蜡天珠以及银器嘎乌等饰品的交易市场。
1960年代、1970年代时，“冲赛康甸塘”时常演出《白毛女》、《红灯记》等样板戏，俨然是一座“坝坝舞台”。
位于“冲赛康甸塘”旁的诺日桑商场则在1970年代、1980年代时便已存在，为国营，相当于供销社。
1980年代，“冲赛康甸塘”上除有本地人出售酥油、牛肉、陶器外，逐渐出现一些摆地摊的外地人。后来，这些商户在平坝子上以石头垒起摊位及铁皮屋顶的小房子，形成了冲赛康综合市场的雏形。此后，平坝子迅速被临时商户的摊位占满。
为规范管理临时摊位，1991年，拉萨市工商局兴建了一座当时西藏最完善的综合批发市场，即一幢黄色的两层楼房“冲赛康综合市场”，拉萨人习惯于称其“冲赛康商场”，或简称为“冲赛康”。而将曾作为清政府驻藏大臣衙门的真正的冲赛康称为“夏院”。
作为西藏最大的批发市场，冲赛康自1980年代即承担了向西藏各地输送货源的责任。冲赛康综合市场主要面向农区和牧区，也做大宗批发生意。一些日用品品牌在西藏的代理权拥有者大多集中在此地。
冲赛康社区的范围，东与吉日社区交界，南到八廓街上的“夏院”（即清政府驻藏大臣居住过的冲赛康大院）的后面，西至夏萨苏大院，北到北京东路。在该区域内，夏萨苏巷、其米夏巷、吉日一巷，以及冲赛康综合市场西侧的冲赛康巷，均是以冲赛康综合市场为中心发散的商业区。每条巷内的经营范围均有不同：冲赛康巷主要出售炊具及厨房用品，夏萨苏巷出售藏式日用品及杂品，其米夏巷多出售衣服鞋帽，吉日一巷卖肉及干杂。
2009年，冲赛康综合市场进行了为期9个月的拆旧建新。其间，在北京东路与娘热路交叉处的西藏大厦经济发展部大院（俗称“老二所”）内，设立了临时市场。2009年11月中旬，新建成的“冲赛康市场”门口和西藏大厦经济发展部大院内的临时市场墙上，均张贴了通知老商户速去物业管理公司缴纳新商场押金的告示。此后，新建成的冲赛康市场投入使用。
到2012年，冲赛康市场仍为批发市场，分为10个专卖区，共有摊位1600多个。